# Gunnar Bentz
Joseph „Gunnar” Bentz (ur. 3 stycznia 1996 w Atlancie) – amerykański pływak specjalizujący się w stylu dowolnym i zmiennym, mistrz olimpijski w sztafecie 4 × 200 m stylem dowolnym.

## Kariera pływacka
W 2013 roku został mistrzem świata juniorów na dystansie 200 i 400 m stylem zmiennym. W tych konkurencjach ustanowił także nowe rekordy świata juniorów. Oprócz tego zdobył dwa brązowe medale w sztafecie mężczyzn 4 x 200 m stylem dowolnym i sztafecie mieszanej 4 × 100 m stylem zmiennym.
Dwa lata później, na igrzyskach panamerykańskich odbywających się w Toronto, Bentz wywalczył brąz na 200 m stylem zmiennym. Płynął także w sztafecie kraulowej 4 x 200 m, która uplasowała się tuż za zwycięską reprezentacją Brazylii.
Podczas igrzysk olimpijskich w Rio de Janeiro w 2016 roku płynął w wyścigu eliminacyjnym sztafet 4 × 200 m stylem dowolnym. Otrzymał złoty medal po tym jak Amerykanie zajęli w finale pierwsze miejsce.